# Império de Samba Quem São Eles
Associação Cultural Recreativa  e Carnavalesca Império de Samba Quem São Eles é uma escola de samba da Cidade de Belém, no Estado do Pará. Já conquistou 21 Títulos de Campeã do Carnaval, alguns Conquistados no Tempo das Batalhas de Confetes na Década de 1940, e alguns Conquistados na Era dos Desfiles das Escolas de Samba.

Império do Samba Quem São Eles: Um Legado de Samba e Cultura em Belém
A Associação Cultural Recreativa e Carnavalesca Império do Samba Quem São Eles, carinhosamente conhecida como "Quenzão", é um verdadeiro ícone do carnaval de Belém do Pará. Trata-se da mesma e única escola, sendo as variações no nome apenas formas diferentes de se referir a essa importante agremiação carnavalesca. O "Quenzão" é uma das escolas mais importantes e vitoriosas da região.
Fundada em 28 de janeiro de 1946, o "Quenzão" tem sua sede histórica e raízes profundas no bairro do Umarizal, em Belém, localizada precisamente na Travessa Almirante Wandenkolk, número 680, bairro do Umarizal. O Umarizal é uma área central e culturalmente rica da cidade, reconhecida por sua efervescência e forte ligação com as manifestações populares. As cores que representam o "Quenzão" e marcam seus desfiles na avenida são o Grená e o Branco. Sua criação foi fundamental para dar continuidade à rica tradição do samba na cidade, preenchendo o vazio deixado pela extinta Escola de Samba "Tá Feio" (que esteve ativa entre 1935 e 1942).
Destaques e Características Essenciais
A Império do Samba Quem São Eles se destaca por diversas características que a consolidaram como uma das grandes referências do carnaval paraense:
* Tradição e Resiliência: É uma das escolas de samba mais antigas em atividade no Pará e no Brasil demonstrando uma notável capacidade de se reinventar e manter sua relevância ao longo das décadas.
* Identidade Regional Marcada: A agremiação tem um compromisso forte com a cultura do Pará. Seus enredos frequentemente exploram a riqueza amazônica, lendas locais, a história do estado, a biodiversidade e questões sociais que afetam a região, sempre com uma abordagem autêntica e apaixonada.
* Engajamento Sociocultural: O "Quenzão" usa o palco do carnaval para promover reflexão e conscientização sobre temas importantes. O enredo campeão de 2025, "O Despertar da Floresta", que abordou a preservação da Amazônia de forma profética, é um exemplo recente desse engajamento.
* Vínculo Comunitário: A escola mantém uma relação orgânica e muito forte com o bairro do Umarizal e suas comunidades, funcionando como um importante polo de cultura, inclusão e mobilização social.
Componentes de Destaque
O sucesso do Quenzão na avenida é fruto da dedicação de seus talentosos componentes e equipes, como destaque:
* Bateria Orquestra de Percussão 46: Coração pulsante da escola, essa bateria é conhecida pela sua força e precisão. O comando da Orquestra de Percussão 46 está nas mãos do Maestro Pedro Paulo Júnior, que dita o ritmo e a cadência do samba.
* Harmonia Grená e Branco: Responsável por garantir o canto forte e coeso dos componentes, a harmonia da escola é fundamental para a evolução do desfile. A Harmonia Grená e Branco é amplamente reconhecida como a melhor de Belém, destacando-se pela sua qualidade técnica excepcional e por frequentemente alcançar várias notas 10 nas avaliações. A Direção Geral de Harmonia é assinada por Fernando Bentes e André Mattos, que trabalham para que cada voz ecoe a paixão do Quenzão e para manter esse alto padrão de excelência técnica nos desfiles da Escola.
Figuras Históricas Notáveis: Davi Miguel e Luiz Guilherme
A trajetória da Império do Samba Quem São Eles é pavimentada pela dedicação e talento de diversas personalidades que contribuíram para seu legado, com destaque para:
* Davi Miguel (1926-2000): Um nome lendário do samba paraense e uma das figuras mais emblemáticas ligadas ao "Quenzão". Compositor, intérprete e sambista de alma, Davi Miguel nasceu e viveu no Umarizal, dedicando sua vida à música e ao carnaval. Sua importância é tamanha que o sambódromo de Belém, a Aldeia Cabana de Cultura Amazônica, leva seu nome, um reconhecimento eterno à sua imensa contribuição para a cultura e o samba local. Ele é lembrado como um dos grandes compositores e um símbolo da escola.
* Luiz Guilherme da Sousa Pereira (o "Guilherme"): Figura proeminente na história mais recente da escola, Luiz Guilherme é reconhecido por seu papel fundamental na Roda de Samba do "Quenzão", que se tornou um ponto de encontro e celebração para a comunidade. Como um dos "Jovens Águias", ele representou uma força de renovação e dinamismo, trazendo novas ideias e vitalidade para a agremiação. Sua paixão pelo samba e dedicação à escola são amplamente valorizadas, conectando gerações de sambistas do Umarizal.
Outras personalidades importantes que marcaram a história da escola incluem Néder Charone, João de Jesus Paes Loureiro, Edyr Proença e Laury Garcia. Essas figuras, entre muitos outros apaixonados pelo samba, ajudaram a construir a identidade e a história de sucesso do "Quenzão".
Títulos e Enredos Inesquecíveis
Ao longo de sua existência, a Império do Samba Quem São Eles consolidou-se como uma força dominante no carnaval paraense, acumulando um impressionante total de 21 títulos de campeã. Essa marca notável inclui tanto as vitórias nos antigos concursos de batalhas de confetes da década de 1940 quanto os triunfos nos desfiles de escolas de samba mais recentes.
No carnaval de 2025, a escola brilhou mais uma vez, conquistando o título de campeã do carnaval de Belém ao lado da Bole-Bole. Seu enredo vitorioso, "O Despertar da Floresta", mergulhou na temática da preservação da Amazônia, explorando os quatro elementos da natureza (terra, fogo, água e ar) em uma narrativa poderosa e profética.
Alguns de seus desfiles mais memoráveis, que refletem a criatividade e a profundidade de seus enredos, incluem:
* 1975: A Barca da Nostalgia
* 1976: Cobra Norato: O Pesadelo Amazônico
* 2003: Brilha na Minha Terra a Estrela do Umarizal, Nilson Chaves Faz a festa do Quenzão no Carnaval!
* 2005: A dança que a gente dança na Aldeia vira samba
* 2010: Paes Loureiro - Voz da poesia, Pássaro da terra, Poeta da Amazônia
* 2014: Sou Pará força de bamba, a riqueza dessa terra é a grandeza dessa gente
* 2024: Preamar da Cultura do Pará 
* 2025: O Despertar da Floresta
A Império do Samba Quem São Eles continua sendo um pilar essencial do carnaval de Belém, engrandecendo a cultura da cidade com seus espetáculos grandiosos e mensagens que provocam reflexão.

## Segmentos

### Comissão de Frente
| Período | Coreógrafo     |
| ------- | -------------- |
| 2025    | Paola Pinheiro |

Direção Geral de Harmonia
| Período | Diretor Geral de Harmonia    |
| ------- | ---------------------------- |
| 2025    | Fernando Bentes André Mattos |

### Direção de Bateria
| Período | Mestre de Bateria  |
| ------- | ------------------ |
| 2025    | Pedro Paulo Júnior |

### Casal de Mestre-Sala e Porta-Bandeira
| Período | Mestre-Sala   | Porta-Bandeira |
| ------- | ------------- | -------------- |
| 2025    | Emerson Cesar | Vitória Maciel |

### Porta Estandarte
| Período | Porta Estandarte |
| ------- | ---------------- |
| 2025    | Fernando Alves   |

### Rainha de Bateria
| Período   | Rainha            |
| --------- | ----------------- |
| 2023/2025 | Thaynah Elmescany |

### Intérpretes
| Período | Intérprete |
| ------- | ---------- |
| 2025    | Ciganerey  |

## Carnavais
| Ano  | Colocação                    | Grupo                        | Enredo                                                                                                | Carnavalesco                                                   | Intérprete            |
| ---- | ---------------------------- | ---------------------------- | --- | -------------------------------------------------------------- | --------------------- |
| 1957 | 2° lugar                     | Especial                     | Independência do Brasil                                                                               |                                                                |                       |
| 1958 | campeã                       | Especial                     | Antonio José de Lemos, sua Vida e Sua Obra                                                            |                                                                |                       |
| 1959 | campeã                       | Especial                     | Proclamação da República                                                                              |                                                                |                       |
| 1960 | 3° lugar                     | Especial                     | Grandes Vultos da Aviação                                                                             |                                                                |                       |
| 1961 | 2° lugar                     | Especial                     | Magalhães Barata, Sua Vida e Sua Obra                                                                 |                                                                |                       |
| 1962 | 3° lugar                     | Especial                     | Descobrimento do Brasil                                                                               |                                                                |                       |
| 1963 | 4° lugar                     | Especial                     | Casa grande e Senzala                                                                                 |                                                                |                       |
| 1964 | 3° lugar                     | Especial                     | Marquesa de Santos                                                                                    |                                                                |                       |
| 1965 | 3° lugar                     | Especial                     | Um Baile da Corte no Clube Fluminense                                                                 |                                                                |                       |
| 1966 | 3° lugar                     | Especial                     | 350 Anos de Belém                                                                                     |                                                                |                       |
| 1967 | #                            | Especial                     | Não desfilou                                                                                          |                                                                |                       |
| 1968 | 3° lugar                     | Especial                     | Reminiscencias do Carnaval Paraense                                                                   |                                                                |                       |
| 1969 | 3° lugar                     | Especial                     | Tudo é Fantasia!                                                                                      |                                                                |                       |
| 1970 | Não houve apuração           | Especial                     | Duas Pátrias, um só coração!                                                                          |                                                                |                       |
| 1971 | 2° lugar                     | Especial                     | Homenagem do Brasil ás Nações Unidas                                                                  |                                                                |                       |
| 1972 | #                            | Especial                     | Não Houve Desfile                                                                                     |                                                                |                       |
| 1973 | campeã                       | Especial                     | Eneida, Sempre Amor!                                                                                  | Luis Fernando Pessoa                                           |                       |
| 1974 | campeã                       | Especial                     | Marajó, Ilhas e Maravilhas                                                                            | Luis Fernando Pessoa                                           |                       |
| 1975 | #                            | Especial                     | Barca da Nostalgia( Não desfilou para disputar o Título)                                              | Luís Fernando Pessoa                                           |                       |
| 1976 | campeã                       | Especial                     | Cobra Norato, pesadelo Amazônico                                                                      | Luis Fernando Pessoa                                           |                       |
| 1977 | campeã                       | Especial                     | Largo de Nazaré, Fantasias do Passado                                                                 | Luis Fernando Pessoa                                           |                       |
| 1978 | campeã                       | Especial                     | Theatro da Paz, cem anos de Arte No Pará!                                                             | Luis Fernando Pessoa                                           |                       |
| 1979 | 2° lugar                     | Especial                     | Delírio Amazônico                                                                                     | Luis Fernando Pessoa                                           |                       |
| 1980 | 2° lugar                     | Especial                     | Chuva!                                                                                                | Neder Charone                                                  |                       |
| 1981 | 2° lugar                     | Especial                     | Kuarup, Sonho de Uma Noite Encantada                                                                  |                                                                |                       |
| 1982 | 2°° lugar                    | Especial                     | Eldorado!                                                                                             |                                                                |                       |
| 1983 | #                            |                              | Não Desfilou                                                                                          |                                                                |                       |
| 1984 | 3° lugar                     | Especial                     | Pedacinhos Coloridos de Saudade!                                                                      |                                                                |                       |
| 1985 | 4° lugar                     | Especial                     | Waldemar Henrique, o canto da Amazônia!                                                               |                                                                |                       |
| 1986 | 4° lugar                     | Especial                     | Paideguá!                                                                                             |                                                                |                       |
| 1987 | 3° lugar                     | Especial                     | O Escambau Ilustrado do Comendador Sobral                                                             |                                                                |                       |
| 1988 | campeã                       | Especial                     | Lua Cheia!                                                                                            |                                                                |                       |
| 1989 | 2° lugar                     | Especial                     | Preamar da Cultura do Pará                                                                            |                                                                |                       |
| 1990 | #                            |                              | Não houve desfile                                                                                     |                                                                |                       |
| 1991 | #                            |                              | Não houve desfile                                                                                     |                                                                |                       |
| 1992 | campeã                       | Especial                     | Meio dia, panela no fogo barriga vazia!                                                               |                                                                |                       |
| 1993 | 2° lugar                     | Especial                     | Festa dos Deuses negros                                                                               |                                                                |                       |
| 1994 | Campeã                       | Especial                     | O Maior Espetáculo da Terra!                                                                          | Pedro Martins, Miguel Santa Brigida, Pedro Paulo Anette        |                       |
| 1995 | 2° lugar                     | Especial                     | David Miguel,a Estrela de Breu                                                                        | Neder Charone                                                  |                       |
| 1996 | campeã                       | Especial                     | Quem não viu Vai ver Agora!                                                                           | Neder Charone                                                  |                       |
| 1997 | 2° lugar                     | Especial                     | Diz-me com quem Andas                                                                                 |                                                                |                       |
| 1998 | 2° lugar                     | Especial                     | Quem não Arrisca Não Petisca                                                                          |                                                                |                       |
| 1999 | 2° lugar                     | Especial                     | Edyr Proença, está no Ar A Voz de Quem Fala e Canta Para a Planicie!                                  |                                                                |                       |
| 2000 | Campeã                       | Especial                     | Sob o Signo do Fogo!                                                                                  | Pedro Paulo Anette                                             |                       |
| 2001 | 4° lugar                     | Especial                     | Senhora Cidade Velha Cheia de Vida, Olhai por Nós!                                                    |                                                                |                       |
| 2002 | 3° lugar                     | Especial                     | Égua Sumano!                                                                                          |                                                                |                       |
| 2003 | campeã                       | Especial                     | Brilha na Minha Terra a Estrela do Umarizal, Nilson Chaves Faz a festa do Quenzão no Carnaval!        | Neder Charone                                                  |                       |
| 2004 | 3° lugar                     | Especial                     | Belém, Portal da Amazônia!                                                                            | Jorge Pantoja                                                  |                       |
| 2005 | 7° lugar                     | Especial                     | A Dança que Agente Dança na Aldeia vira Samba                                                         |                                                                |                       |
| 2006 | #                            |                              | Não desfilou                                                                                          |                                                                |                       |
| 2007 | 3° lugar                     | Especial                     | Theatro da Paz 100 Anos de Arte no Pará reedição 1978                                                 |                                                                |                       |
| 2008 | 2° lugar                     | Especial                     | Bendito Seja Benedito o Homem da Amazônia                                                             |                                                                |                       |
| 2009 | 4° lugar                     | Especial                     | Dalcidio Jurandir o Marajó na Celebração do centenário                                                | Jorge Bittencourt                                              |                       |
| 2010 | 4° lugar                     | Especial                     | Paes Loureiro-Voz da poesia, Pássaro da terra,Poeta da Amazônia                                       | Jorge Bittencourt                                              |                       |
| 2011 | 2° lugar                     | Especial                     | Tucurui, a energia que vem das águas                                                                  | Jorge Bittencourt e Claudio Rego                               |                       |
| 2012 | 3° lugar                     | Especial                     | Umari- O ninho da águia na Selva de Pedra                                                             | Rafael Bandeira                                                |                       |
| 2013 | #                            |                              | Não desfilou                                                                                          |                                                                |                       |
| 2014 | 3° lugar                     | Especial                     | Sou Pará força de bamba, a riqueza dessa terra é a grandeza dessa gente                               | Cláudia Palheta                                                |                       |
| 2015 | 2° lugar                     | Especial                     | Rio abaixo, Rio acima. No Amazonas vamos navegar                                                      | Claudio Rego de Miranda e Eduardo Wagner                       |                       |
| 2016 | 3° lugar                     | Especial                     | Um diamante Grená e branco nos 400 anos de Belém                                                      | Jorge Pantoja                                                  |                       |
| 2017 | Não Houve concurso           | Não Houve concurso           | Não Houve concurso                                                                                    | Não Houve concurso                                             |                       |
| 2018 | 3° lugar                     | Especial                     | De Belém à Bragança: Maria Fumaça e Zé Trilho, viajam nas asas da imaginação, com a águia do Quenzão. | Jorge Pantoja                                                  |                       |
| 2019 | 6° lugar                     | Especial                     | Paracauary: Entre Soure e Salvaterra, Povos, Territórios e Encantarias.                               | Jorge Pantoja, Neder Charone e Silas Nascimento                | Andrezinho do Império |
| 2020 | 3° lugar                     | Especial                     | A beleza de ser um Aprendiz!                                                                          | Neder Charone e Rodolfo Gomes                                  | Fábio Moreno          |
| 2021 | Não Houve Desfile (Pandemia) | Não Houve Desfile (Pandemia) | Não Houve Desfile (Pandemia)                                                                          | Não Houve Desfile (Pandemia)                                   |                       |
| 2022 | Não Houve Desfile (Pandemia) | Não Houve Desfile (Pandemia) | Não Houve Desfile (Pandemia)                                                                          | Não Houve Desfile (Pandemia)                                   |                       |
| 2023 | 9º lugar                     | Especial                     | O Voo das Águias Guerreiras: Tuna Luso Brasileira, A Majestade Lusitana em Terras da Amazônia         | Jorge Pantoja                                                  | Fábio Moreno          |
| 2024 | 3º lugar                     | Especial                     | Preamar da Cultura do Pará (Reedição de 1989)                                                         | Gláucio Sapucahy, Cláudio Mendes, Talles Miléo e Geandre Reais | Ciganerey             |
| 2025 | Campeã                       | Especial                     | O Despertar da Floresta                                                                               | Paulo Anete                                                    | Ciganerey             |